# Prime (албум)
Prime (Прајм, срп. Најбољи) је први студијски албум српске певачице Андреане Чекић, објављен 24.јуна 2025. године као самиздат за њену издавачку кућу Андреана вајбс. На албуму се налази седам песама, за сваку је снимљен музички спот објављен на јутјуб каналу певачице.

## Списак песама
| №  | Назив                 | Текст                              | Музика             | Трајање |  |
| 1. | Прајм (најбољи)       | Драган Брајовић Браја              | Дејан Костић       |         |  |
| 2. | Анђео промашених веза | Драган Брајовић Браја              | Дејан Костић       |         |  |
| 3. | Бум бум               | Брут (музичар)                     | Дејан Костић       |         |  |
| 4. | Љубоморан             | Мерсед Хаџић                       | Мерсед Хаџић       |         |  |
| 5. | Буди ми неко          | Дејан Костић                       | Дејан Костић       |         |  |
| 6. | У инат                | Ненад Вјештица, Маринко Стамболија | Маринко Стамболија |         |  |
| 7. | Џет лег               | Брут                               | Дејан Костић       |         |  |

## Извори
1. ↑  Jovanović, Viktorija (2025-06-24). „Andreana Čekić objavila svoj zvanično prvi album i reakcije su neverovatne: Ljudi u čudu zbog transformacija, baladom "raznela" sve”. NOVA portal (на језику: српски). Приступљено 2025-06-25.